# Макаритляр
Макаритляр (Кихер) — река в России, протекает в Республике Дагестан. Устье реки находится в 7,8 км от устья Бецора по левому берегу. Длина реки составляет 18 км, площадь водосборного бассейна — 53,5 км².

## Данные водного реестра
По данным государственного водного реестра России относится к Западно-Каспийскому бассейновому округу, водохозяйственный участок реки — Сулак от истока до Чиркейского гидроузла.
Код объекта в государственном водном реестре — 07030000112109300001176.